# Hoofdklasse (Schach) 1981/82
In der Hoofdklasse 1981/82 wurde die 59. niederländische Mannschaftsmeisterschaft im Schach ausgespielt. 
Der Titelverteidiger Desisco/Watergraafsmeer, Volmac Rotterdam und CVI/Utrecht lieferten sich einen Dreikampf um den Titel. Utrecht erreichte die beste Brettpunktausbeute und besiegte alle Mannschaften, die auf den Plätzen 4 bis 10 landeten, aber Niederlagen gegen die direkten Konkurrenten brachten sie um die Titelchance. Vor der letzten Runde lagen Rotterdam und Desisco/WGM nach Mannschaftspunkte gleichauf, und die Brettpunkte sahen Desisco/WGM knapp vorne. Da jedoch Rotterdam in der letzten Runde gewann, während Desisco/WGM gegen den Lokalrivalen Vereenigd Amsterdamsch Schaakgenootschap/Amsterdamsch Schaakclub nicht über ein Unentschieden hinauskam, wurde Volmac Rotterdam niederländischer Mannschaftsmeister. Aus der Klasse 1 waren Discendo Discimus Den Haag und HWP Zaanstad aufgestiegen. Während Den Haag den Klassenerhalt erreichte, musste Zaanstad zusammen mit MEMO direkt wieder absteigen.

## Spieltermine
Die Wettkämpfe wurden ausgetragen am 19. September, 10. Oktober, 7. November, 12. Dezember 1981, 9. Januar, 6. Februar, 6. März, 3. April und 8. Mai 1982.

## Abschlusstabelle
| Pl.  | Verein                                                           | Sp | G | U | V | MP   | Brett-P.  |
| ---- | ---------------------------------------------------------------- | -- | - | - | - | ---- | --------- |
| 01.  | Volmac Rotterdam                                                 | 9  | 7 | 2 | 0 | 16:2 | 55,0:35,0 |
| 02.  | Desisco/Watergraafsmeer (M)                                      | 9  | 7 | 1 | 1 | 15:3 | 54,0:36,0 |
| 03.  | CVI/Utrecht                                                      | 9  | 7 | 0 | 2 | 14:4 | 57,0:33,0 |
| 04.  | Philidor Leiden                                                  | 9  | 4 | 2 | 3 | 10:8 | 47,5:42,5 |
| 05.  | Bussums Schaakgenootschap                                        | 9  | 5 | 0 | 4 | 10:8 | 40,5:49,5 |
| 06.  | Philidor Leeuwarden                                              | 9  | 4 | 0 | 5 | 8:10 | 43,5:46,5 |
| 07.  | Vereenigd Amsterdamsch Schaakgenootschap/Amsterdamsch Schaakclub | 9  | 1 | 3 | 5 | 5:13 | 41,0:49,0 |
| 08.  | Discendo Discimus Den Haag (N)                                   | 9  | 2 | 1 | 6 | 5:13 | 40,5:49,5 |
| 09.  | HWP Zaanstad (N)                                                 | 9  | 2 | 0 | 7 | 4:14 | 36,5:53,5 |
| 010. | MEMO                                                             | 9  | 1 | 1 | 7 | 3:15 | 34,5:55,5 |

### Entscheidungen
|     | Niederländischer Mannschaftsmeister: Volmac Rotterdam |
|     | Absteiger in die Klasse 1: HWP Zaanstad, MEMO         |
| (M) | Meister der letzten Saison                            |
| (N) | Aufsteiger der letzten Saison                         |

### Kreuztabelle
| Ergebnisse | Ergebnisse                                                       | 01. | 02. | 03. | 04. | 05. | 06. | 07. | 08. | 09. | 010. |
| ---------- | ---------------------------------------------------------------- | --- | --- | --- | --- | --- | --- | --- | --- | --- | ---- |
| 01.        | Volmac Rotterdam                                                 |     | 6   | 5½  | 5   | 6½  | 6½  | 6½  | 5   | 7   | 7    |
| 02.        | Desisco/Watergraafsmeer                                          | 4   |     | 5½  | 5½  | 8   | 6½  | 5   | 5½  | 6½  | 7½   |
| 03.        | CVI/Utrecht                                                      | 4½  | 4½  |     | 5½  | 7   | 6   | 7   | 7½  | 7½  | 7½   |
| 04.        | Philidor Leiden                                                  | 5   | 4½  | 4½  |     | 7½  | 4   | 5   | 5½  | 6   | 5½   |
| 05.        | Bussums Schaakgenootschap                                        | 3½  | 2   | 3   | 2½  |     | 6   | 6   | 5½  | 5½  | 6½   |
| 06.        | Philidor Leeuwarden                                              | 3½  | 3½  | 4   | 6   | 4   |     | 5½  | 7   | 4½  | 5½   |
| 07.        | Vereenigd Amsterdamsch Schaakgenootschap/Amsterdamsch Schaakclub | 3½  | 5   | 3   | 5   | 4   | 4½  |     | 4½  | 6½  | 5    |
| 08.        | Discendo Discimus Den Haag                                       | 5   | 4½  | 2½  | 4½  | 4½  | 3   | 5½  |     | 4½  | 6½   |
| 09.        | HWP Zaanstad                                                     | 3   | 3½  | 2½  | 4   | 4½  | 5½  | 3½  | 5½  |     | 4½   |
| 10.        | MEMO                                                             | 3   | 2½  | 2½  | 4½  | 3½  | 4½  | 5   | 3½  | 5½  |      |